# Fidencio López Plaza
Fidencio López Plaza (* 28. April 1950 in Capullín, Bundesstaat Querétaro, Mexiko) ist ein mexikanischer Geistlicher und römisch-katholischer Bischof von Querétaro.

## Leben
Fidencio López Plaza wurde am 16. September 1980 zum Diakon geweiht. Er empfing am 19. Februar 1982 durch den Bischof von Querétaro, Alfonso Tóriz Cobián, das Sakrament der Priesterweihe.
Am 2. März 2015 ernannte ihn Papst Franziskus zum Bischof von San Andrés Tuxtla. Der Apostolische Nuntius in Mexiko, Erzbischof Christophe Pierre, spendete ihm am 20. Mai desselben Jahres die Bischofsweihe; Mitkonsekratoren waren der Bischof von Querétaro, Faustino Armendáriz Jiménez, und der Erzbischof von Jalapa, Hipólito Reyes Larios.
Am 12. September 2020 ernannte ihn Papst Franziskus zum Bischof von Querétaro. Die Amtseinführung fand am 20. Oktober desselben Jahres statt.